# Musée de la pipe et du diamant de Saint-Claude
Le Musée de la pipe et du diamant de Saint-Claude est un musée de la pipe, des diamants et des pierres précieuses fondé en 1966 à Saint-Claude dans le Haut-Jura.

## Description
Saint-Claude est au XIXe siècle le centre mondial de l'industrie de la pipe et un site réputé de taille du diamant et des pierres précieuses.
La Confrérie des maîtres-pipiers et l'Association des Diamantaires du Haut-Jura de Saint-Claude se sont associées pour présenter dans ce musée l'histoire de la fabrication des pipes, ainsi que l'histoire de l'industrie de la taille des pierres précieuses à Saint-Claude.
Y sont exposés : des collections de pipes d'hier et d'aujourd'hui, tabatières, diamants, pierres précieuses et pierres de synthèse taillés, chefs-d’œuvre de différents artisans, outils et machines d'autrefois, atelier de fabrication et de taille, photos, documents, projection de vidéo... Le musée expose une série de pipes uniques, chacune à l'effigie d'un président de la République française. Des pipes extraordinaires (la plus longue pipe du monde) ou historiques (la pipe de maïs des Amérindiens micmacs, rendue célèbre par le général américain Douglas MacArthur) y figurent également.
Le musée prend en compte les résultats d'e-réputation le concernant.